# Margarete von Alertshausen
 (novembre 2021).
Si vous disposez d'ouvrages ou d'articles de référence ou si vous connaissez des sites web de qualité traitant du thème abordé ici, merci de compléter l'article en donnant les références utiles à sa vérifiabilité et en les liant à la section « Notes et références ».
Margarete von Alertshausen, appelée La Grande Marguerite, (née vers 1600, exécutée à l'automne 1629), est décapitée et brûlée au château Wittgenstein à Bad Laasphe en Allemagne en tant que sorcière.
Margarete vit dans le petit village de Alertshausen qui appartient au comté de Wittgenstein pendant la guerre de Trente Ans.
Elle a la réputation d'être une sorcière remarquable parce qu'elle est savante en production et utilisation de médicaments. Tous les simples sont collectés et appliqués au nom de Dieu. Elle pratique un mélange de pharmacologie, de superstition et de piété. Il a également été allégué que Margarete peut protéger des coups et des blessures, une propriété très appréciée à l'époque de la guerre de 30 ans. Elle aurait également le don de prophétie. 
Le 21 juillet 1629 Marguerite est arrêtée et menée au château Wittgenstein à Laasphe. Il s'ensuit un procès au cours duquel plusieurs témoins sont entendus. Ceux-ci témoignent des bienfaits et méfaits de la sorcière présumée d'Alerhausen. Elle avoue sous la torture avoir été en relation avec le démon. Le diable lui serait apparu sous diverses formes et lui aurait enseigné les arts interdits. Elle prétend également en avoir reçu de l'argent et de la nourriture après s'être entièrement donnée à lui.
À l'automne 1629 Margaret von Alertshausen est convaincue de sorcellerie. Elle est décapitée et sa dépouille brûlée.

## Sources
- Fritz Vitt: Wittgensteiner Heimatbuch, 1938.
- Lars Womelsdorf: Beiträge zur Geschichte der Ortschaft Alertshausen

## Source de la traduction
- (de) Cet article est partiellement ou en totalité issu de l’article de Wikipédia en allemand intitulé « Margarete von Alertshausen » (voir la liste des auteurs).